# Etowah (Carolina del Nord)
Etowah és una concentració de població designada pel cens dels Estats Units a l'estat de Carolina del Nord. Segons el cens del 2000 tenia 2.766 habitants.

## Demografia
Segons el cens del 2000, Etowah tenia 2.766 habitants, 1.280 habitatges i 938 famílies. La densitat de població era de 233,2 habitants per km².
Dels 1.280 habitatges en un 18,7% hi vivien nens de menys de 18 anys, en un 63,7% hi vivien parelles casades, en un 7% dones solteres, i en un 26,7% no eren unitats familiars. En el 24,7% dels habitatges hi vivien persones soles el 13,7% de les quals corresponia a persones de 65 anys o més que vivien soles. El nombre mitjà de persones vivint en cada habitatge era de 2,16 i el nombre mitjà de persones que vivien en cada família era de 2,53.
Per edats la població es repartia de la següent manera: un 15,8% tenia menys de 18 anys, un 5,4% entre 18 i 24, un 21,6% entre 25 i 44, un 27,6% de 45 a 60 i un 29,7% 65 anys o més.
L'edat mediana era de 51 anys. Per cada 100 dones de 18 o més anys hi havia 89,4 homes.
La renda mediana per habitatge era de 38.438 $ i la renda mediana per família de 45.041 $. Els homes tenien una renda mediana de 30.525 $ mentre que les dones 22.212 $. La renda per capita de la població era de 20.849 $. Entorn del 2,3% de les famílies i el 5,9% de la població estaven per davall del llindar de pobresa.

## Poblacions més properes
El següent diagrama mostra les poblacions més properes.